# Матиас Шандор
«Матиас Шандор» (фр. Mathias Sandorf) — приключенческий роман Жюля Верна, написанный в 1885 году. Роман повествует о приключениях главного героя, борца за независимость родной Венгрии графа Матиаса Шандора.

## Сюжет романа
События разворачиваются в пределах Австро-Венгерского государства во второй половине XIX века. В Триесте двое приятелей-авантюристов, Саркани и Зироне, случайно перехватывают почтового голубя с шифрованной запиской и, проследив его дальнейший путь, вычисляют адресата послания. Это граф Матиас Шандор, живущий в Триесте в доме своего друга, Ладислава Затмара. Саркани догадывается, что получатели шифрованных писем занимаются антигосударственной деятельностью. Действительно, вместе с профессором Иштваном Батори они являются организаторами восстания, имеющего целью достижение государственной независимости Венгрии. С помощью банкира Силаса Торонталя, который заинтересован, чтобы Матиас Шандор не забрал из его банка крупный вклад наличными, Саркани проникает в дом Затмара в качестве наёмного счетовода, входит в доверие к хозяевам и после методичных поисков находит в доме неоспоримую улику — ключ к шифру. В результате доноса, который делают губернатору Саркани, Зироне и Торонталь, полиция арестовывает заговорщиков, а суд приговаривает их к смерти. По случайности приговорённым, ожидающим казни в крепости, удаётся подслушать разговор, из которого они узнают личности доносчиков.
В ночь перед казнью все трое пытаются бежать, но Затмара задерживают тюремщики, а Батори с Шандором становятся жертвой ещё одного доноса: их выдаёт полиции некто Карпена, видевший, что беглецы укрылись у рыбака Андреа Феррато. Раненый Батори оказывается в руках полиции, а Матиас Шандор пытается бежать вплавь под обстрелом и, судя по всему, гибнет в море. Батори и Затмара расстреливают, доносчики же получают в качестве награды половину состояния Матиаса Шандора; другая половина должна достаться дочери графа, когда она достигнет совершеннолетия, но вскоре после событий девочка бесследно исчезает.
Проходит 15 лет. В один из европейских портов прибывает яхта доктора Антекирта, о котором уже несколько лет ходят самые противоречивые слухи. Лишь в одном сходятся все: доктор баснословно богат и жизнь его окутана тайной. В действительности он — Матиас Шандор, чудом избежавший смерти в море. Добравшись до суши, граф покинул Европу и отправился на Восток, где составил себе огромное состояние. В Средиземном море на небольшом острове Антекирта он основал поселение для своих единомышленников, ставшее базой для дальнейших действий. Теперь же граф вернулся, чтобы отомстить за себя и своих товарищей, и выслеживает своих врагов. Попутно граф узнаёт о судьбе своей дочери, которую считал погибшей: оказывается, полуторагодовалая девочка была похищена у опекавших её слуг графа по приказу Силаса Торонталя. Банкир взял Саву в свою семью под видом собственной дочери, чтобы впоследствии, когда она достигнет совершеннолетия, предъявить доказательства её происхождения, восстановить в правах, чтобы девушка могла унаследовать вторую половину состояния отца, а затем завладеть и этими деньгами. Доктор Антекирт помогает вдове Батори и ее сыну Петеру, который влюблен в Саву Торонталь, не зная что она дочь Шандора. Петер становится верным соратником доктора Антекирта в деле отмщения. Несмотря на целый ряд неудач, Шандору удаётся достичь своей цели: Зироне, вернувшийся к ремеслу разбойника, оказывается убит во время стычки, а Силас Торонталь, Саркани и Карпена попадают в руки Матиаса Шандора и его соратников. Доносчиков приговаривают к смерти. За отсутствием на острове Антекирта тюрьмы осуждённых в ожидании казни помещают на небольшом островке, ранее заминированном для обороны от пиратов. Следующей же ночью островок взрывается. Остаётся неизвестным, был ли подрывной заряд приведён в действие заключёнными намеренно, или это произошло случайно. Роман заканчивается свадьбой Петера Батори и Савы Шандор.

## История создания романа
К разработке плана и работе над романом Жюль Верн приступил осенью 1883 года. В письме к издателю Этцелю автор сообщал, что новый роман «будет походить на „Графа Монте-Кристо“, но без преувеличенных любовных страстей». В основном роман был закончен летом 1884 года, и тогда же автор с семьёй на своей яхте «Сен-Мишель» предпринял путешествие по местам, описанным в романе — от Танжера до Мальты. По его результатам в произведение были внесены уточнения и добавления.
18 июля 1884 года издателю был передан первый том романа, до конца года он получил также второй и третий тома. Этцель попросил автора несколько изменить мотивацию главного героя, сделав его в большей степени борцом за справедливость, нежели мстителем, что и было сделано. Ко 2 марта 1885 года роман был готов. Жюль Верн посвятил его Дюма-отцу и Дюма-сыну — это было первое посвящение в произведениях Жюля Верна.

## Публикации романа
Первая публикация романа состоялась в газете Le Temps, с 16 июня по 20 сентября 1885 года. В отдельном издании роман первоначально был выпущен в трёх книгах, первая — 27 июля, вторая — 17 августа, и третья — 26 октября 1885 года. 19 ноября 1885 года вышло иллюстрированное издание романа (111 изображений Леона Бенета); это был двадцатый «сдвоенный» (по объёму — скорее «строенный») том серии «Необыкновенные путешествия».
На русском языке роман впервые также был напечатан в 1885 году, в журнале «Вокруг света» (перевод Е. Киселева), и в том же году вышел отдельным изданием.
В некоторых источниках можно встретить упоминание о том, что по мотивам романа была поставлена пьеса, премьера которой состоялась в театре Амбигю-комик 26—27 ноября 1887 года. На сцене она ставилась в 1887—1888 годах, её текст был опубликован отдельной 112-страничной брошюрой с 30 иллюстрациями Обществом Жюля Верна в 1992 году. Однако Жюль Верн не принимал участия в её создании, авторами пьесы были опытные драматурги Вильям Бюснаш и Жорж Морен (William Busnach and Georges Maurens). Публика не оценила спектакль, и его довольно быстро сняли с репертуара, Жюль Верн даже не успел приехать из Амьена на представление.

## Действующие лица
| Положительные герои                  | Отрицательные герои |
| ------------------------------------ | ------------------- |
| граф Матиас Шандор (Доктор Антекирт) | Саркани             |
| Сава Шандор (дочь)                   | Зироне              |
| Ладислав Затмар                      | Силас Торонталь     |
| Иштван Батори                        | Карпена             |
| Госпожа Батори (жена)                | Намир               |
| Петер Батори (сын)                   | Сиди Хазам          |
| Андреа Феррато                       |                     |
| Луиджи Феррато (сын)                 |                     |
| Мария Феррато (дочь)                 |                     |
| Пескад                               |                     |
| Матифу                               |                     |
| Борик (слуга Батори)                 |                     |

## Географические объекты
Жюль Верн в своем романе использует названия различных географических и исторических объектов:
- Иллирия;
- Триполитания;
- Сицилия;
- Австрийский Ллойд;
- Св. Юст;
- Мадьяры;
- Трансильвания;

## Экранизации
- Матиас Шандор[англ.] — художественный фильм (Франция—Италия—Испания, 1963)
- Матиас Шандор[англ.] — телесериал (Венгрия—Франция—Италия—ФРГ, 1979)